# Jungheinrich

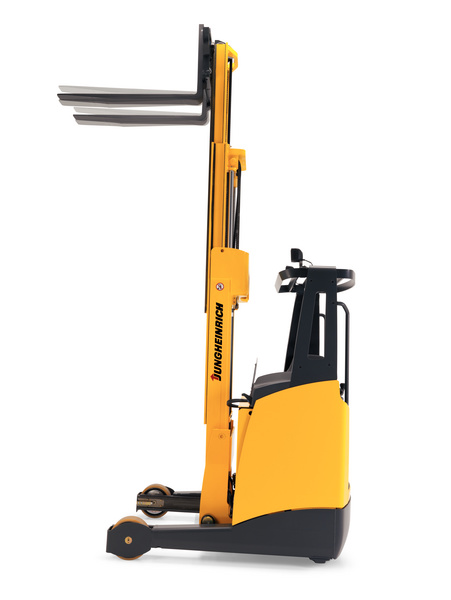
ETV214

La Jungheinrich Aktiengesellschaft con sede a Amburgo è una azienda tedesca di prodotti per logistica. Al mondo è al terzo posto per dimensione e fatturato nel settore, in Europa al secondo.

## Storia
Friedrich Jungheinrich fonda il 7 agosto 1953 la H. Jungheinrich & Co. Maschinenfabrik a Amburgo. La prima filiale viene aperta nel 1956 in Austria. Nel 1958 viene inaugurata la sede a Amburgo-Wandsbek.
Un impianto a Friedrichsgabe, oggi Norderstedt, venne costruito nel 1966 e la produzione mantenuta fino al 1984. Il fondatore Friedrich Jungheinrich morì il 28 gennaio 1968. Nel 1974 iniziò la commercializzazione dell'usato. Nel 1989 avvenne la costruzione del nuovo impianto di Lüneburg. La prima filiale nell'est Europa fu avviata nella Repubblica Ceca nel 1991 e poi in Ungheria.
Nel 1994 viene acquisito lo Steinbock und Boss Group. La produzione in Francia, Regno Unito e Spagna vennero chiuse e mantenute in Germania. Nel 2002 il gruppo MIC vendette il marchio Steinbock und Boss, la produzione proseguì a solo marchio Jungheinrich. Nel 2004 viene fondata la fondazione Dr. Friedrich Jungheinrich-Stiftung. Nel 2005 viene presentato il primo carrello elevatore con cabina.
Nel 2006 viene inaugurato l'impianto produttivo del distretto di Qingpu (Shanghai).
Nel 2009, Jungheinrich apre lo stabilimento di Landsberg (Sassonia-Anhalt). Nel 2013 viene aperto a Moosburg an der Isar lo stabilimento per magazzini e sistemi, e a Kaltenkirchen il nuovo magazzino centrale per ricambi e un nuovo stabilimento a Qingpu, Nell'ottobre 2015 un nuovo magazzino ricambi a Kuzayevo (Mosca). Commercializza logistica della Kühne + Nagel Kontrakt-Logistik e non solo  Jungheinrich, in Russia.
Viene acquisita nel 2015 la MIAS Group di Monaco di Baviera.

## Borsa
Nel 1990 la forma societaria diventa società per azioni, e con azioni privilegiate viene quotata in Borsa il 30 agosto 1990. La maggioranza azionaria ed il controllo rimangono alla famiglia dei fondatori. Le azioni Jungheinrich fino al 3 dicembre 2014 erano quotate al SDAX, e dal 4 messe allo MDAX.

## Prodotti e impieghi
I prodotti sono principalmente carrelli elevatori per uso industriale. Il marchio registrato Jungheinrich Profishop è usato per i transpallet manuali o elettrici.
Il secondo grande settore sono i magazzini manuali e automatici, Hochregal-Lager (HRL), Kleinteile-Lager (AKL), Paletten-Lager e sistemi combinati.

### Diffusione
La flotta di muletti presente in Europa comprende oltre 38.100 unità in 600 diverse varianti da 10 a 50 quintali.

## Sede

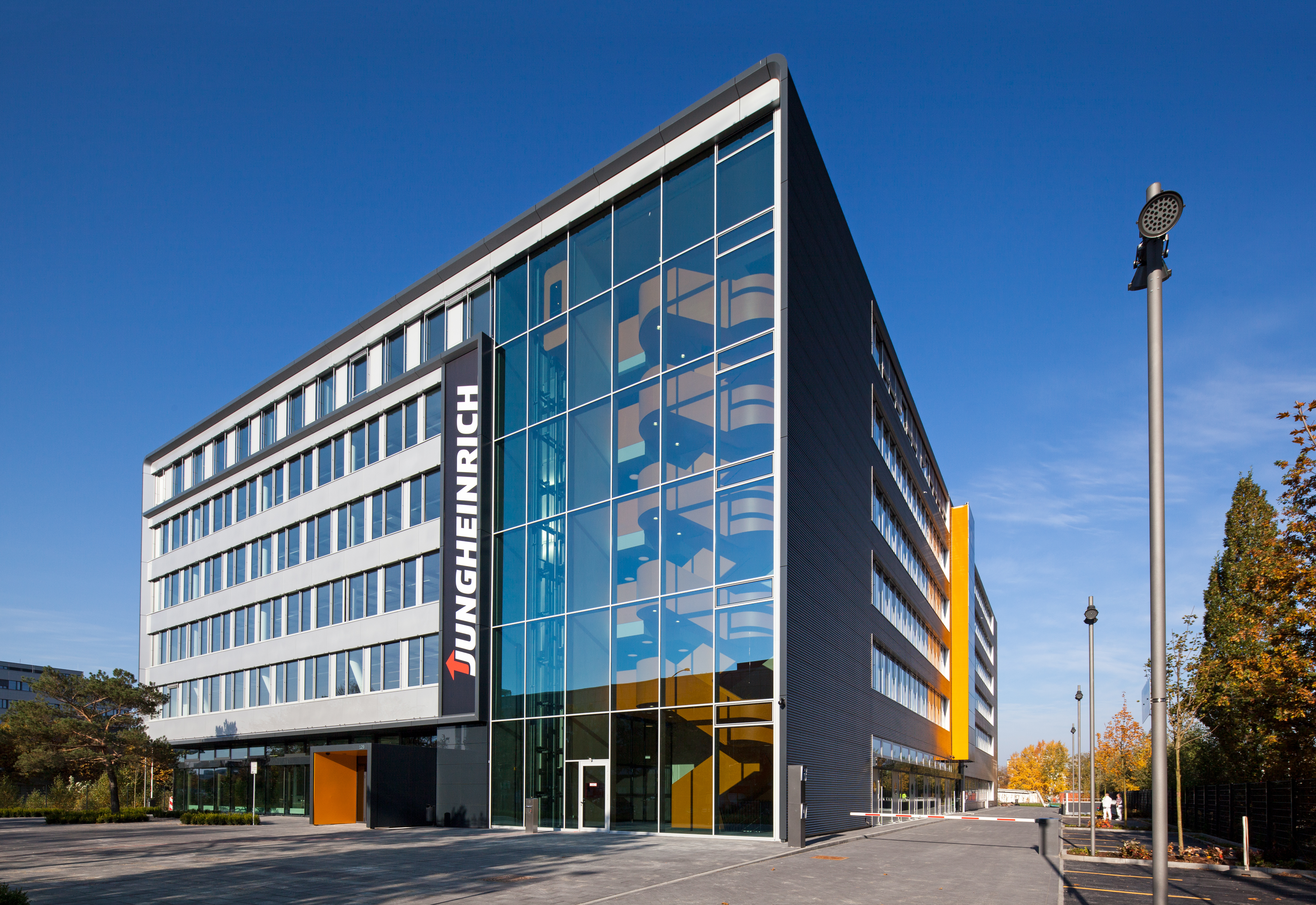
Sede a Friedrich-Ebert-Damm a Amburgo-Wandsbek

Jungheinrich ha 32 sedi nel mondo. La società è attiva in oltre cento paesi; per l'Europa dell'est vi è una sede a Bratislava e una sede di montaggio a Qingpu in Cina.
Germania
- Amburgo, sede
- Norderstedt, produzione
- Luneburgo, produzione
- Moosburg an der Isar e dal 2013 a Stadtteil Degernpoint, produzione, e pianificazione
- Klipphausen, usato di Dresda
- Kaltenkirchen, pezzi di ricambio
- Landsberg (Sassonia-Anhalt) (Halle) produzione
- 17 centri di servizio